# Хасав-Чан-Кавиль I
Хасав-Чан-Кавиль I (также Хасав-Чан-К’авииль І, «Расчищает небо бог Кавиль»; ? — 734 год) — двадцать шестой правитель древнего майяского царства Мутуль со столицей в Тикале, царствовавший с 682 по 734 год. Именно при нём Мутульское царство смогло вернуть себе былое могущество после продолжительного периода упадка, длившегося с самого его разгрома Канулем в 562 году, в правление Яш-Эб-Шока II.
В ранней литературе известен как «Правитель A», позже получил условное имя «А Какао» (иероглиф, обозначающий его имя, похож на стручок какао), затем имя успешно прочитано.

## Политическая биография

### Начало правления
Хасав-Чан-Кавиль I был сыном мутульского царя Нун-Холь-Чака I и его жены Иш-Хусус(?)-Бок(?)-Иш-Цам. Точная дата его рождения неизвестна, но предполагается, что он взошёл на трон Мутуля в 682 году, спустя три года после смерти своего отца. Согласно верованиям майя, события повторяются каждый катун, и Хасав-Чан-Кавиль намеренно отложил коронацию на три года, чтобы связать своё правление с царствованием в IV веке Сиях-Чан-Кавиля I — он взошёл на трон ровно через 265 лет после него.
Новый царь получил в своё владение ослабленное государство, находящееся в глубоком упадке. Поэтому главной целью Хасав-Чан-Кавиля на протяжении всего его правления было восстановление былого могущества Тикаля. Для того, что бы укрепить свою власть, он, подражая своим предшественникам, стал использовать символику Теотиуакана, к тому времени также пришедшего в упадок, но ранее бывшего величайшим городом-государством Мезоамерики. На личных вещах правителя вырезались даты рождения теотиаканских царей, а сам он изображался в амуниции теотиуаканского воина — в мозаичном шлеме, с дротиками и копьеметалкой в руке.
С самого начала правления Хасав-Чан-Кавиль принимает титул каломте, тем самым бросая вызов гегемонии Канульского царства в землях майя. И хотя к середине 680-х годов Кануль был самым могущественным майяским царством, постоянные войны подорвали его мощь. Поэтому со смертью в 686 году Йукноом-Ч’еена ІІ и восхождением на трон Чиикнааб’е Йукноом-Йич’аак-К’ак’а Канульское государство начало распадаться, что было очень выгодно для мутульского царя.
В марте 692 года в Тикале прошло празднование окончание катуна (20-летнего календарного цикла) и Хасав-Чан-Кавиль, впервые за 135 лет, устанавливает в городе новые стелу и алтарь (Стела 30 и Алтарь 14).

### Войны с Канулем и его союзниками
Вскоре после окончания этих празднеств возобновилась борьба между Мутулем, Канулем и их союзниками. Со смертью престарелого царя Дос-Пиласа Бахлах-Чан-Кавиля его преемник Ицамнах-Баламат отказался от ведения активной внешней политики, перестав тем самым представлять угрозу для Мутуля. Тогда новой опорой Кануля стало царство Сааль со столицей в Наранхо, где с 682 года правили родная сестра нового дос-пиласского царя Иш-Вак-Чан-…-Ахав и её малолетний сын Как-Тилив-Чан-Чак. В течение 693 года эта царица совершила ряд успешных походы против союзных Мутулю мелких царств востока Петена, а в январе 695 года армия Сааля в некой местности Кан-Туль разгромила и взяла в плен «человек из Мутуля» Сиях-Кавиля, видимо, бывшего одним из полководцев Хасав-Чан-Кавиля. В результате разгорелась новая война между Мутулем и Канулем. Из-за плохой сохранности текстов до наших дней дошло мало информации о ходе военных действий. Однако известно, что главное сражение состоялось 8 августа 695 года и завершилось решительной победой Хасав-Чан-Кавиля. Поражение Кануля было столь сокрушительным, что в руки мутульцев попал «йахавман» — священный паланкин канульских царей, олицетворяющий бога-покровителя правящей династии. Сам Йукном-Йичак-Как смог избежать плена и вернулся в Калакмуль, однако вскоре после этого поражения он умер — в ноябре 695 года на троне Кануля был уже новый правитель. Эти события стали ключевым моментом в истории майя. Начался период нового расцвета Мутуля, который продолжался вплоть до гибели классической цивилизации майя в IX веке. Могущество Кануля же наоборот резко убывает, и он навсегда теряет гегемонию в землях майя, хотя и сохраняет влияние на некоторые области.
Спустя 13 дней после этого сражения Хасав-Чан-Кавиль в одеянии теотиуаканского воина лично руководил жертвоприношением пленников, среди которых была некая знатная особа из Сааля. Ещё через 27 дней был проведен пышный ритуал, во время которого царь пускал кровь перед изображением Нун-Балам-Чакналя. День празднования был избран не случайно — тогда истекло ровно 13 катунов со дня смерти известного теотиуаканского правителя Хацом-Куха.
Военные действия, однако, на этом не прекратились. Сааль продолжил нападения на мелкие царства, а новый правитель Кануля в ноябре 695 года провёл успешную войну с царством Кобан, предположительно союзным Мутулю. Но в конце концов канульская армия вновь потерпела поражение, а внук царя по имени Хуш-Хате попал в плен к мутульцам.
Несмотря на вновь обретённое могущество, напрямую Мутуль контролировал все ещё довольно небольшую территорию. На юге, согласно тексту от 711 года, его вассалом было соседнее царство Ик со столицей в Мотуль-де-Сан-Хосе. Очевидно, этот вассалитет был скреплен браком: на полихромном сосуде К2573 изображен приём женщины из мутульского царского дома икским царём Тайель-Чан-Киничем, а на другом сосуде, К4996, он вместе с ней принимает подношения от трех сановников. На востоке главным союзником и вассалом Мутуля стало враждебное Саалю царство Яшха, правитель которого также женился на родственнице Хасав-Чан-Кавиля. Но далее владения Мутуля на юг и восток от Тикаля ограничивались Саалем и Дос-Пиласом, с которыми у него продолжились столкновения. Самый близкий из западных соседей Мутуля, царство Вака, тогда ещё находился под контролем Кануля. Северные же пределы мутульского влияния, вероятно, расширились до Маасаля. В рельефах Алтаря V сообщается, что маасальский царь Чан-Сак-Вайис вместе с Хасав-Чан-Кавилем принял участие в перезахоронении останков своей родственницы, некой Иш-Тун-Кайвак. При этом ранее Маасаль был важным союзником Кануля и контроль над ним был важным успехом, достигнутым, вероятно, в результате войны 695 года.
Также есть неясные сведения, что Хасав-Чан-Кавиль разгромил царство Канту со столицей в Караколе, где после 702 года более чем на столетие прекращается возведение монументов. В 705 году Мутуль, стремясь расширить своё влияние на Дом-Пилас, потерпел от него поражение, и один из полководцев Хасав-Чан-Кавиля попал в плен. Кроме того, помощь Мутуля всё же не спасла царей Яшхи от поражения в войне с Саалем, в результате которого это царство в начале 710-х годов попадает в зависимость от последнего.

### Градостроительство и конец правления
Дальнейшее правление Хасав-Чан-Кавиля было более мирным, а потому он сосредоточился на строительной деятельности. Начался стремительный рост Тикаля, площадь которого достигла более 16 км², а население — около 16-20 тысяч человек. В честь победы в войне 695 года был возведён Храм I, ставший потом усыпальницей этого царя. Стоит заметить, что такое его захоронение нарушило более чем 500-летнюю традицию, по которой мутульские цари погребались в Северном акрополе. Тогда же напротив был построен очень похожий Храм II. На обнаруженных там резной притолоке и ныне разрушенной стеле изображена женщина в царственных одеяниях. Было высказано предположение, что храм сооружён в честь Иш-Лачан-Унен-Мо — главной царицы Хасав-Чан-Кавиля и матери его наследника. Внутри храма были проведены раскопки, однако захоронение царицы обнаружено не было. Кроме того, в правление Хасав-Чан-Кавиля были построены Центральный акрополь, царский дворец, а также площадка для игры в мяч и связанный с ней храм в теотиуаканском стиле.
Точная дата смерти царя неизвестна. Самая поздняя дата из обнаруженных на его погребальном инвентаре — это апрель 733 года, а следующий царь Мутуля, сын и наследник Хасан-Чан-Кавиля Икин-Чан-Кавиль, взошёл на трон в 12 декабря 734 года. Предположительно, Хасав-Чан-Кавиль І умер где-то в промежутке между этими двумя датами.

## Гробница
Храм I, в котором был похоронен царь, возвышается с восточной стороны главной площади Тикаля и имеет высоту в 47 метров. Сооружение представляет из себя каменную пирамиду, состоящую из девяти наклонных, вытянутых платформ. На её вершине расположено святилище, к которому ведет массивная крутая лестница, поднимающаяся от земли до вершины пирамиды по одной из её граней. Внутри самого поминального храма один за другим следуют три дверных проёма. Также внутри святилища есть притолки, сделанные из твёрдой древесины саподиллы и украшенные резьбой, изображающей различные сценки с Хасав-Чан-Кавилем I. Вершина святилища увенчана большим каменным гребнем, на котором изображён царь, восседающий на троне. Судя по следам краски, раньше этот гребень был выкрашен в красный цвет.
Сама гробница Хасав-Чан-Кавиля I была обнаружена археологами под основанием Храма I в 1962 году и получила название Погребение 116. Царь был похоронен на каменном возвышении в окружении множества даров и украшений — в гробнице были обнаружены шкуры ягуаров, редкие ракушки, жемчуг, жадеитовые украшения, зеркала, керамика и многое другое. Тело самого Хасав-Чан-Кавиля было покрыто множеством украшений из нефрита, среди которых особенно выделяется огромное ожерелье весом 3,9 кг, состоящее из 114 сферических бусинок и, вероятно, надетое на царя на некоторых его изображениях. Особо среди подношений выделяется мозаичный нефритовый сосуд, увенчанный бьюстом Хасав-Чан-Кавиля I. Также в погребении были обнаружены сорок сосудов, десять из которых — расписные, и 37 костей, из которых две — голеневые кости человека, а остальные — оленьи и ягуаровы. На этих костях искусно высечены надписи и изображения, выделенные охрой. Темы изображений исторические и мифологические, надписи содержат длинный перечень дат смерти вельмож из других владений, а также не вполне ясные упоминания царств Шукууп и Баакуль.

## Семья
Женой Хасав-Чан-Кавиля была Иш-Лачан-Унен-Мо («Госпожа Двенадцать Малышей Ара»). От этого брака у царя известен один сын:
- Икин-Чан-Кавиль — правитель Мутуля в 734 — 755/760 годах[14], продолжил экспансионистскую и строительную деятельность своего отца.